# Joseph Rudolf Valentin Meyer

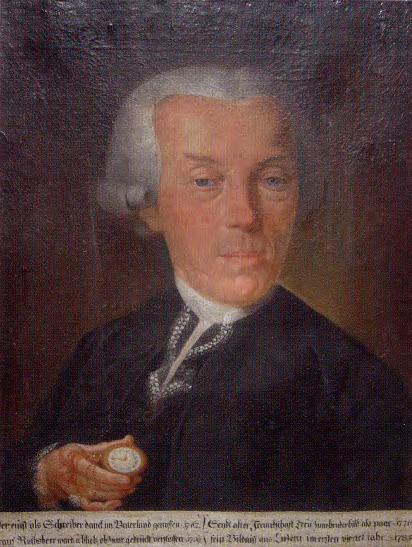
Joseph Rudolf Valentin Meyer im Jahr 1785

Joseph Rudolf Valentin Meyer (* 25. Juli 1725 in Luzern; † 5. Dezember 1808 in Rheinau) stammte aus der gleichnamigen Luzerner Patrizierfamilie, deren Namenszusatz „Meyer von Schauensee“ der Regierungsrat 1895 schützte, wie dieser das auch bei andern Luzerner Patrizierfamilien tat. Valentin Meyer selbst führte diesen Zusatz nicht, vielmehr nannte er sich später „Meyer von Oberstaad“ nach dem Ort seiner Verbannung.

## Familie
(Joseph Rudolf) Valentin Meyer war ein Sohn des Kleinrats Joseph Leodegar Valentin Meyer (1696–1765) und der Barbara Benigna geborene Keller, deren Vater der Tagsatzungsgesandte Anton Leodegar Keller war. Valentin Meyer vermählte sich 1754 mit Maria Emerentia Thüring (1732–1795). Eine Tochter, Liberata, heiratete 1793 den Aargauer Regierungsrat Franz Vorster. Der Bruder von Valentin Meyer war Fürstabt Gerold II.; ein weiterer Bruder war Franz Xaver Benignus (1735–1805), ab 1789 Abt Bernhard III. im Kloster Rheinau. Von 1767 bis 1770 war Meyer Besitzer des Gutes Meggenhorn.

## Politik
Valentin Meyer besuchte das Jesuitenkollegium in Luzern und war 1742–1749 Hauptmann im Luzerner Regiment Keller in Sardinien-Piemont (Oberst Hans Martin Keller war sein Onkel). Nach seiner Rückkehr wurde er 1750 in den Grossen Rat gewählt. 1763 wurde er Mitglied des Kleinen Rates, 1765–1767 war er Landvogt im Entlebuch und 1767–1769 Salzdirektor. 1767 war er Gesandter an der ordentlichen Tagsatzung in Frauenfeld, 1768 an der ausserordentlichen Tagsatzung der katholischen Stände in Luzern sowie an derjenigen aller eidgenössischen Orte in Baden.
Meyer gehörte der aufgeklärten Fortschrittspartei an und präsidierte 1765 und 1785 die Helvetische Gesellschaft. Seine Rhetorik, sein kräftiges politisches Handeln und ein gewisses selbstherrliches Auftreten führten dazu, dass er mit dem Beinamen „der Göttliche“ versehen wurde. Dies ging auf Johann Caspar Lavater zurück, der ihn bewunderte und der in seiner 1762 anonym verfassten Klageschrift Der ungerechte Landvogt oder Klagen eines Patrioten den „patriotischen Heldenmut“ pries, den Meyer im Prozess gegen Seckelmeister Jost Niklaus Joachim Schumacher gezeigt hatte.
1769 verfasste Meyer anonym die kirchenkritische Schrift „Widerlegung der Reflexionen eines Schweizers“. Eine zuvor erschienene, ebenfalls anonyme Schrift „Reflexionen eines Schweizers“ wurde Meyer zugeschrieben, konnte aber später dem Zürcher Buchhändler und Verleger Johann Heinrich Heidegger (1738–1824) zugeordnet werden (Klosterhandel von 1769).

## Parteienkampf und Familienfehde
Neben der Durchsetzung seiner Reformpläne zur Erhaltung des patrizischen Staates führte Valentin Meyer auch einen persönlichen Kampf gegen die ihm verhasste Familie Schumacher (vgl. Schumacher-Meyer-Handel). Diese dominierte die Staatsverwaltung und hielt an der konservativen Richtung fest. In einer statischen Epoche des Verharrens, wie sich das 18. Jahrhundert auszeichnete, nutzte Meyer die Vorteile des dynamischen Angreifers. Er stützte seinen Kampf auf den Vorwurf der ungetreuen Amtsführung und erreichte die Verbannung von Jost Niklaus Joachim Schumacher und Franz Plazid Schumacher ebenso wie die Verurteilung des wegen Hochverrates angeklagten Lorenz Plazid Schumacher.

## Verbannung und Rückkehr
Mit dem erfolgreichen Kampf gegen die Familie Schumacher hatte Meyer seinen Zenit überschritten. Im Mittelpunkt stand jetzt seine eigene politische Tätigkeit sowie seine kirchenkritisch-josephinische Haltung. Beides erzürnte die Geistlichkeit und das Landvolk. Letzterem war insbesondere die Wirtschaftsreform Meyers eine Belastung.
Überzeugt, dass der Volkszorn und eine zerstrittene Regierung den Untergang der aristokratischen Verfassung bedeuten könnten, aber auch um eine Versöhnung der Parteien zu ermöglichen, wurde Meyer nahegelegt, das Land für 15 Jahre zu verlassen. Dem stimmte dieser zu unter der Bedingung der Beibehaltung seiner Ehren und Rechte, einschliesslich seiner Ratsstelle. Nach zweijährigem Aufenthalt bei seinem Bruder in Bischofszell kaufte er 1773 die Burg Oberstaad am Bodensee in der Nähe von Öhningen und nannte sich fortan „Meyer von Oberstaad“.
Nach seiner Rückkehr nahm er 1785 seine politische Tätigkeit im Kleinen Rat wieder auf und übte verschiedene Ehrenämter aus. Das einstige Gewicht aber hatte er nicht mehr.
Er war wiederum Gesandter an den gemeineidgenössischen Tagsatzungen 1792 in Frauenfeld und Aarau sowie 1795 und 1797 in Frauenfeld. 1787 vermittelte er bei internen Problemen im Kloster St. Urban, wurde Pfalzrat der Fürstabtei St. Gallen und war Landvogt in Ruswil (1793–1795) und Rothenburg (1797–1798).